# Lembochrysa polyneura
Lembochrysa polyneura là một loài côn trùng trong họ Chrysopidae thuộc bộ Neuroptera. Loài này được Ren & Guo miêu tả năm 1996.